# Kinesisk nötväcka
Kinesisk nötväcka (Sitta villosa) är en liten fågel i familjen nötväckor inom ordningen tättingar.

## Kännetecken

### Utseende
Kinesisk nötväcka är en liten (11,5 cm) medlem av familjen med mörk hjässa, blekt ögonbrynsstreck och slank, spetsig näbb som ser uppnosig ut. Hanen har svart hjässa, ett brett vitt ögonbrynsstreck från panna till halssidan och ett brett svart ögonstreck. Den har mörkt blågrå ovansida, vitt på kinder, haka och strupe och gråbeige på resten av undersidan. Honan är mattare, med grå hjässa och grått ögonstreck samt ljusare ovansida.

### Läten
Bland lätena hörs hårda "schraa", nasala "quir quir" och pipiga "wip wip wip". Sången består av en serie stigande visslingar.

## Utbredning och systematik
Kinesisk nötväcka delas in i två underarter med följande utbredning:
- Sitta villosa villosa – förekommer i Ryssland, nordöstra Kina och Korea
- Sitta villosa bangsi – förekommer i centrala Kina (Qinghai och östra Gansu)

Fågeln är stannfågel i södra delen av utbredningsområdet, endast sommargäst i norra delen (exempelvis i Ryssland). Vissa urskiljer även underarten corea med utbredning i sydöstra Sibirien och Korea.

### Släktskap
Kinesisk nötväcka är en del av en grupp små nötväckor spridda över stora delar av världen: nordamerikanska arten rödbröstad nötväcka (Sitta canadensis),  turknötväcka (S. krueperi) huvudsakligen i Turkiet, sydkinesiska yunnannötväckan (S. yunnanensis) samt de två mycket lokalt förekommande arterna korsikansk nötväcka (S. whiteheadi) och kabylnötväckan (S. ledanti) endemisk för Algeriet. Av dessa står kinesisk nötväcka närmast korsikansk nötväcka, i sin tur är systergrupp till rödbröstad nötväcka. Dessa tre har tidigare behandlats som en och samma art.

## Levnadssätt
Kinesisk nötväcka hittas i tempererad barrskog, i Korea starkt kopplad till tallarten Pinus sensiflora. Den har också konstaterats häcka i stadsparker. Födan består av insekter, vintertid även frön från bland annat tall. Likt andra nötväckor kan den samla mat.

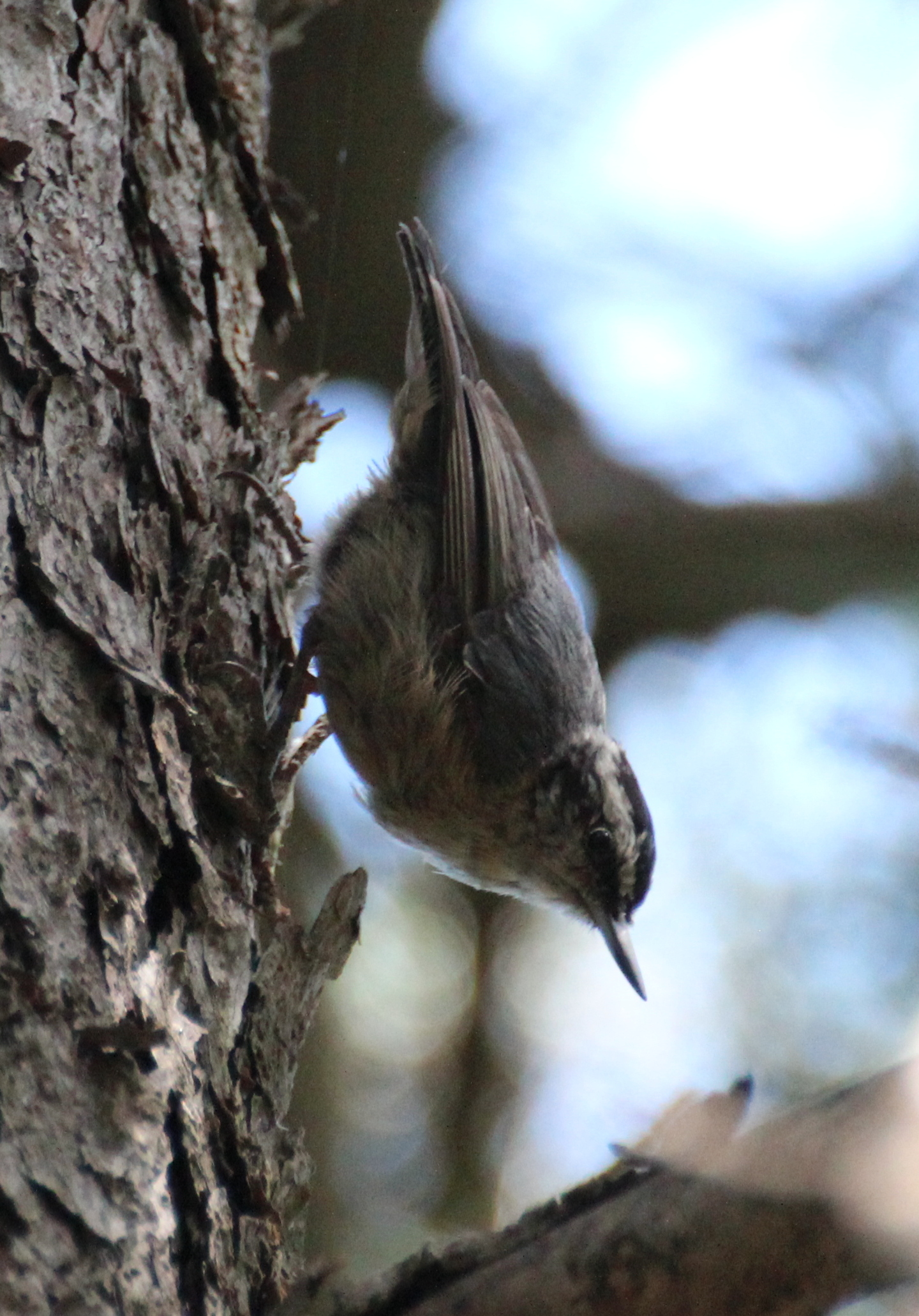

### Häckning
Häckning har noterats i april och maj. Boet placeras 0,3 till 14 meter ovan mark i ett trädhål, en rutten stubbe eller i ett gammalt hus. Den lägger fyra till nio ägg.

## Status och hot
Arten har ett stort utbredningsområde och en stor population, men tros minska i antal till följd av habitatförstörelse och fragmentering, dock inte tillräckligt kraftigt för att den ska betraktas som hotad. Internationella naturvårdsunionen IUCN kategoriserar därför arten som livskraftig (LC).